# Sperchiós
Le fleuve Sperchiós (en grec ancien : Σπερχειός, littéralement en français : le rapide, en latin : Spercheus) est un cours d'eau de Grèce-Centrale. Il se jette dans le golfe Maliaque. Il a repris son nom antique au XIXe siècle, et était auparavant appelé Alamána. Il coule dans une ancienne région de la Grèce antique, l’Énianie.

## Mythologie
Pélée, au Chant XXIII de l’Iliade d’Homère, voue la chevelure de son fils Achille au dieu-fleuve du Sperchiós, si celui-ci a le bonheur de revenir dans sa patrie après la guerre de Troie.